# Walther Jervolino
Walther Jervolino, né à Bondeno (Italie) le 1er mars 1944 et mort le 12 juillet 2012 (à 68 ans), est un peintre italien du XXe siècle.

## Biographie
Son nom est un hommage au médecin allemand qui a sauvé la vie de sa mère lors de la naissance.
Il a étudié l'art avec les peintres réalistes italiens Mario Calandri et Giacomo Soffiantino, favorisant la peinture à l'huile et les techniques de la gravure.
Il a commencé sa carrière professionnelle dans les années 1960 à Paris, à Nice, à Londres et à Milan, où il a vécu pendant plusieurs années.
Plus tard, il a perfectionné sa technique dans l'atelier romain  de Riccardo Tommasi Ferroni.
Jervolino entretint ses relations   avec les pays d'Europe, et a aussi vécu pendant de longues périodes aux États-Unis, où il exposa  à New York, Miami, South Hampton et Los Angeles et la plupart de ses œuvres y sont exposées .

## Œuvres
- Vivre libre ou mourir (1979)
- Gianduja e Giandujotto (1985)
- La Tour de Babel (1986)
- Una probabile morte di Pinocchio (1989)
- Tounerica (1993)
- Rembrandt le Jeune (2004)
- Dr Tartaglia
- La freccetta
- Tiro a segno
- Unicorno
- Il collezionista